# Ovis ammon ammon
Cừu núi Argali (Danh pháp khoa học: Ovis ammon ammon) là một phân loài của loài Ovis ammon. Chúng là một phân loài truyền thống của cừu hoang lang thang khắp vùng cao nguyên của núi Altai. 

## Đặc điểm

### Mô tả
Altai Ovis ammon là phân loài lớn nhất của tất cả các con chiên, với những cái sừng nặng nhất, những con đực trưởng thành thường dài từ 45–50 cm và lên đến 75 pounds (35 kg). Chúng sinh sống ở cao nguyên Trung Á (Tây Tạng, Altay, Hymalaya). Cừu trưởng thành cao 85–135 cm đếm vai và dài 136–200 cm (4–7 ft) dài từ đầu đến gốc đuôi. Con cái nhỏ hơn nhiều so với con đực, đôi khi chỉ có cân nặng bằng một nửa cân nặng cừu đực. Cừu cái có thể có cân nặng từ 43,2–100 kg (95-220 lb) và cừu đực thường có cân nặng 97–182 kg (214-401 lb), với khối lượng tối đa đến 216 kg (476 lb).
Các màu sắc nói chung khác nhau giữa mỗi con vật, từ vàng nhạt đến màu nâu đỏ với một màu xám-nâu. Vào mùa hè, những lớp lông khoác thường nhẹ phát hiện với một mô hình muối và hạt tiêu. Lưng có màu đậm hơn ở hai bên, dần dần làm sáng màu. Các khuôn mặt, đuôi và mông là vàng-trắng. Con đực có một lớp lông cổ cổ màu trắng và một mào lưng và thường là hơi đậm màu hơn so với con cái.

### Tập tính
Chúng sống thành từng đàn thường đánh số giữa hai và 150 loài động vật, tách biệt theo giới tính, ngoại trừ trong mùa sinh sản. Hầu hết các quần thể cho thấy một số lượng lớn của con cái trưởng thành, chiếm hơn một nửa dân số địa phương, với khoảng 20% con đực trưởng thành và 20% con cừu trẻ hơn nữa. Một số con đực đơn độc, nhưng hầu hết được nhìn thấy trong các đàn nhỏ đánh số giữa ba và 30 cá thể. Con cái và trẻ sống của chúng trong các nhóm lớn hơn, thường xuyên lên đến 92 cá thể và đặc biệt đến 200 loài động vật.
Việc chuyển đàn, đặc biệt là con đực, đã được báo cáo. Hầu hết di cư xuất hiện có liên quan đến mùa có sụt giảm nguồn thức ăn, mặc dù côn trùng cắn (đặc biệt là ruồi gad), hạn hán nghiêm trọng, hỏa hoạn, săn trộm do con người, và một số lượng lớn gia súc nhà cũng có thể kích hoạt các xu hướng. Với đôi chân dài của chúng, đàn có thể đi du cưu một cách nhanh chóng từ nơi này đến nơi khác. Chúng thường sống ở độ cao cao hơn trong mùa hè.

### Chế độ ăn
Trung bình một con cừu trưởng thành ăn từ 16–19 kg (35-42 lb) ăn mỗi ngày. Thảm thực vật ưa thích của các loài khác nhau dựa trên độ cao và diện tích. Trong độ cao cao hơn, chúng chủ yếu ăn cỏ, mầm, và hoa. Tại môi trường sống trung bình, chúng thường xuyên hơn ăn bụi cây và cỏ mesophyte. Trong phạm vi thấp nhất và vùng bụi của sa mạc, cỏ và sedge lại chiếm ưu thế, nhưng thường của các loài khác nhau hơn so với những nơi có độ dốc cao.
Trung tâm miền bắc Kazakhstan, mầm, lá, hoa, quả là đáng kể đến chế độ ăn uống tất cả các năm, trong khi chúng xuất hiện là một bổ sung chế độ ăn uống ít hơn phần còn lại của dãy. Nước là cần thiết mà hiếm khi là một vấn đề đối với những con vật sống ở cao nguyên, nơi tan đường tuyết. Trong vùng khí hậu khô hơn, chúng có thể đi vài cây số tìm chỗ nước. 

## Sinh sản
Chúng trưởng thành giống tầm 2-3 tuổi. Giao phối có thể xảy ra từ tháng Mười đến giữa tháng, thường kéo dài lâu hơn ở độ cao thấp hơn. Trong khi mùa giao bối, cừu đực sẽ tấn công con khác quan hệ tình dục của chúng, gây sức thống trị bởi việc đâm và bạng nhau với cặp sừng của chúng. Mặc dù các nhóm này tham gia vào cừu giống như chơi, chiến đấu của một cặp đực trưởng thành. Các con đực lao vào nhau, với đôi chân mũi của chúng lên trong không khí, gây sức lực đủ mạnh để có thể nghe lên đến 800 m (2.600 ft).
Thông thường, con đực lớn tuổi (trên sáu tuổi), cũng thường là lớn nhất, kết thúc là những người chiếm ưu thế và con đực trẻ bị đuổi khỏi một khi con cừu cái đang động dục. Sau khi sự thống trị được thiết lập, con đực đầu bắt đầu tiếp cận con cừu cái và mùi nước tiểu để xác định sự tiếp nhận của chúng. Các con đực sau đó liên tục tiếp cận cừu và chỉa dương vật đang cương cứng thâm nhập vào con cai. Giao phối bắt đầu khoảng hai đến ba tuần sau khi bắt đầu mùa động dục. Cừu đực vẫn có thể vẫn còn trong nhóm của cừu cho đến hai tháng sau thời gian giao phối hoàn tất.
Thời kỳ mang thai kéo dài một ít hơn 165 ngày. Sinh con xảy ra vào cuối tháng Ba hoặc tháng Tư. Hầu hết các loài sinh một con chiên duy nhất, mặc dù trong một số cuộc đua, anh em sinh đôi không phải là hiếm và thậm chí là nhiều như năm con đã được sinh ra cùng một lúc. Khi sinh ra, các con chiên con nặng 2,7-4,6 kg (6,0-10,1 lb). Chiên con và mẹ mới sinh cừu nghỉ xung quanh nơi sinh xảy ra qua đêm và, vào ngày hôm sau, cả hai thường đi cùng nhau. Cừu non thường chơi theo nhóm, nhảy lên và xuống với nhau, đôi khi được tham gia bởi các bà mẹ của chúng.
Tăng cân thường là khá nhanh và các con chiên con có thể nặng gấp 10 lần trọng lượng sơ sinh của chúng bằng thời gian sinh nhật đầu tiên của nó. Con cái thường đạt được khối lượng tối đa của chúng bởi hai tuổi, nhưng con đực xuất hiện để tiếp tục phát triển lớn hơn và nặng hơn trong năm thứ ba và thứ tư của chúng. Răng sữa phát triển xung quanh ba tháng tuổi, với một bộ đầy đủ các răng phát triển bởi khoảng sáu tháng. Bởi thời gian răng phát triển, những con cừu là động vật ăn cỏ có khả năng, nhưng những con cừu cái tiếp tục nuôi chúng từ tháng Tám đến tháng 1 năm sau. Hầu hết chúng sống được năm đến 10 năm, nhưng có khả năng sống 13 năm trong tự nhiên. 